# Dioro
Dioro is een gemeente (commune) in de regio Ségou in Mali. De gemeente telt 46.600 inwoners (2009).